# Municipio Santiago de Huata
Das Municipio Santiago de Huata liegt im Departamento La Paz im südamerikanischen Staat Bolivien.

## Lage im Nahraum
Das Municipio Santiago de Huata ist eines von sechs Municipios der Provinz Omasuyos und liegt im südwestlichen Teil der Provinz. Es grenzt im Norden und Westen an den Titicacasee und im Süden und Osten an das Municipio Achacachi. Das Municipio erstreckt sich zwischen 16° 00' und 16° 10' südlicher Breite und zwischen 68° 47' und 68° 54' westlicher Länge, seine Ausdehnung in Ost-West-Richtung beträgt bis zu 14 Kilometer, in Nord-Süd-Richtung bis zu 12 Kilometer.
Das Municipio hat 44 Ortschaften (localidades), der zentrale Ort des Municipio ist die Ortschaft Santiago de Huata mit 457 Einwohnern im nördlichen Teil des Municipios.

## Geographie
Das Municipio Santiago de Huata liegt auf dem bolivianischen Altiplano am Ostufer des Titicacasees auf einer mittleren Höhe von 4000 m, zwischen den Anden-Gebirgsketten der Cordillera Occidental im Westen und der Cordillera Central im Osten.
Das Klima im Raum Huarina leitet sich ab aus der Höhenlage auf dem Altiplano und der Nähe zur großen Wasserfläche des Titicacasees, der die Temperaturschwankungen abmildert. Die Jahresdurchschnittstemperatur liegt bei 11 °C (siehe Klimadiagramm Achacachi), wobei der Monatsdurchschnitt im kältesten Monat (Juli) mit 8 °C nur wenig von den wärmsten Monat (November bis März) mit 12 °C abweicht. Das Klima ist arid von Juni bis August mit nur sporadischen Niederschlägen, und es ist humid in den Sommermonaten, vor allem von Dezember bis März, mit Monatsniederschlägen von teilweise mehr als 100 mm. Der Jahresniederschlag liegt bei etwa 600 mm.

## Bevölkerung
Mit Gesetz vom 15. Juli 2005 ist das Municipio Huarina, und mit Gesetz vom 20. Januar 2009 das Municipio Santiago de Huata vom Municipio Achacachi getrennt worden. Die Einwohnerzahl des Municipio Santiago de Huata ist zwischen 1992 und 2024 angestiegen:
| Jahr | Einwohner                 | Quelle       |
| ---- | ------------------------- | ------------ |
| 1992 | 6921                      | Volkszählung |
| 2001 | 8012                      | Volkszählung |
| 2012 | 7985 (siehe 'Diskussion') | Volkszählung |
| 2024 | 9258 (Santiago de Huata)  | Volkszählung |

Das Municipio Achacachi/Huarani/Santiago de Huata hatte bei der letzten Volkszählung von 2001 eine Bevölkerungsdichte von 66 Einwohnern/km², die Lebenserwartung der Neugeborenen lag bei 59,4 Jahren, und die Säuglingssterblichkeit war von 7,9 Prozent (1992) auf 7,6 Prozent im Jahr 2001 geringfügig gesunken.
Der Alphabetisierungsgrad bei den über 19-Jährigen beträgt 71,0 Prozent, und zwar 86,8 Prozent bei Männern und 57,0 Prozent bei Frauen (2001).
66,5 Prozent der Bevölkerung im Municipio Achacachi/Huarina/Santiago de Huata sprachen Spanisch, 94,1 Prozent sprachen Aymara, und 0,2 Prozent Quechua. (2001)
59,4 Prozent der Bevölkerung hatten keinen Zugang zu Elektrizität, 83,4 Prozent lebten ohne sanitäre Einrichtung (2001).
57,0 Prozent der Haushalte im Jahr 2001 besaßen ein Radio, 16,7 Prozent einen Fernseher, 27,2 Prozent ein Fahrrad, 0,8 Prozent ein Motorrad, 1,5 Prozent ein Auto, 0,6 Prozent einen Kühlschrank, 1,3 Prozent ein Telefon. (2001)

## Politik
Ergebnis der Regionalwahlen (concejales del municipio) vom 4. April 2010:
| Wahl- berechtigte |  | Wahl- beteiligung | gültige Stimmen |  | MAS-IPSP | ASP    |
| ----------------- |  | ----------------- | --------------- |  | -------- | ------ |
| 3.311             |  | 3.027             | 1.857           |  | 1.154    | 703    |
|                   |  | 91,4 %            | 61,3 %          |  | 62,1 %   | 37,9 % |

Ergebnis der Regionalwahlen (elecciones de autoridades políticas) vom 7. März 2021:
| Wahl- berechtigte |  | Wahl- beteiligung | gültige Stimmen |  | J.A.LLALLA.L.P. | MAS-IPSP | VENCEREMOS | PBCSP  | MTS    | C-A    | SOL.BO |
| ----------------- |  | ----------------- | --------------- |  | --------------- | -------- | ---------- | ------ | ------ | ------ | ------ |
| 3.864             |  | 3.422             | 2.921           |  | 1.758           | 630      | 179        | 68     | 61     | 36     | 34     |
|                   |  | 88,56 %           | 85,36 %         |  | 60,18 %         | 21,57 %  | 6,13 %     | 2,33 % | 2,09 % | 1,23 % | 1,16 % |

## Gliederung
Das Municipio Santiago de Huata untergliederte sich bei der letzten Volkszählung von 2012 in die folgenden beiden Kantone (cantones):
- 02-0205-03 Kanton Santiago de Huata – 28 Ortschaft – 5.281 Einwohner
- 02-0205-06 Kanton Kalaque – 16 Ortschaften – 2.704 Einwohner

## Ortschaften im Municipio Santiago de Huata
- Kanton Santiago de Huata
  - Pucuro Grande 466 Einw. – Santiago de Huata 457 Einw.

- Kanton Kalaque
  - Tajocachi 599 Einw.